# Marion Dane Bauer
Marion Dane Bauer (* 20. November 1938 in Oglesby, Illinois) ist eine amerikanische Kinderbuchautorin und war Mitgründerin des Master-Studiengangs für kreatives Schreiben für Kinder und Jugendliche (Master of Fine Arts in Writing for Children and Young Adults) am Vermont College of Fine Arts. 

## Leben
Sie wuchs in der Kleinstadt Oglesby im Norden von Illinois auf. Zusammen mit ihrem Bruder Willis und ihren beiden Eltern wohnte sie im Schatten einer Zementmühle, denn ihr Vater war dort Chemiker. Mit vier Jahren kam sie in den Kindergarten, wodurch sie jünger als die meisten ihrer Klassenkameraden war. Aufgrund ihrer Isolation in Oglesby waren ihre sozialen Fähigkeiten im Umgang mit Gleichaltrigen jedoch unterentwickelt, wodurch sie bis zu ihren späten Teenagerjahren als Außenseiterin lebte. In ihrer High-School-Zeit drehte sich jedoch das Blatt, da sie Teil des Jahrbuch-Komitees wurde. In ihrem Abschlussjahr (auf Englisch: senior year) wurde sie zur Jahrbuchredakteurin ernannt. Als dies leitete sie zum Studiengang Journalismus.
Rain of Fire (1983) gewann den Jane Addams Children’s Book Award im Jahr 1984. On My Honor (1986) gewann die Newbery Medal Honor 1987 und den William Allen White Children’s Book Award 1989. Die Anthologie Am I Blue gewann den Lambda Literary Award 1995 und den Stonewall Book Award for literature 1995. Bauer erhielt den Kerlan Award 1996. The Longest Night gewann den Golden Kite Award 2010.

## Werke
- Rumpel, der Bär, München 2008, ISBN 978-3-423-62338-4
- Zutritt erst ab zehn, München 2007, ISBN 978-3-423-71247-7
- Winzling, München 2005, ISBN 978-3-423-62208-0
- Der Angst hat, bist doch du, München 1993, ISBN 978-3-423-78013-1
- Mondfinder, Würzburg 1993, ISBN 978-3-401-01763-1
- Jenseits des Flusses, Leipzig 1990, ISBN 978-3-7462-0536-6